# Deusdedit von Canterbury
Deusdedit (auch: Adeodatus, Frithona; † 14. Juli 664) war von 655 bis zu seinem Tode Erzbischof von Canterbury.
Erzbischof Deusdedit nahm diesen Namen mit seiner Weihe an, sein Geburtsname war Frithona; er war der erste Angelsachse, der Erzbischof von Canterbury wurde. Die genaue Rolle des Erzbistums während seiner Amtszeit erscheint etwas unklar, da eine Reihe von Bischöfen in den angelsächsischen Königreichen nicht von Deusdedit, sondern von britischen oder ausländischen Bischöfen geweiht wurden. Deusdedit stiftete allerdings ein Nonnenkloster auf der Insel Thanet und, im Jahre 657, das Kloster von Madshamstead.
An der entscheidenden Synode von Whitby, die dem römischen Kultus den Sieg über den keltischen Kultus brachte, konnte Deusdedit nicht teilnehmen, da er an der Pest erkrankt war. Er starb wenige Monate darauf. An diesem Tag starb auch Earconberht I., König von Kent. Sein Nachfolger wurde Theodor von Tarsus.